# Mayúsculas cuadradas romanas
La escritura romana más antigua que se conocen gracias a múltiples inscripciones esta enteramente constituida por letras mayúsculas , como las mayúsculas cuadradas romanas, también llamadas mayúsculas cuadradas lapidarias, mayúsculas monumentales y en su versión manuscrita quadrata o mayúsculas elegantes, son la forma de caligrafía de la antigua Roma que dio origen a las mayúsculas actuales. Empezaron a denominarse mayúsculas en oposición a las letras minúsculas que aparecerían posteriormente en la Edad Media con la escritura merovingia y carolingia. Las letras capitales cuadradas romanas constituían una escritura myúscula angular, siendo a menudo escrita sin separación entre palabras o con un punto situado a media altura.

## Forma

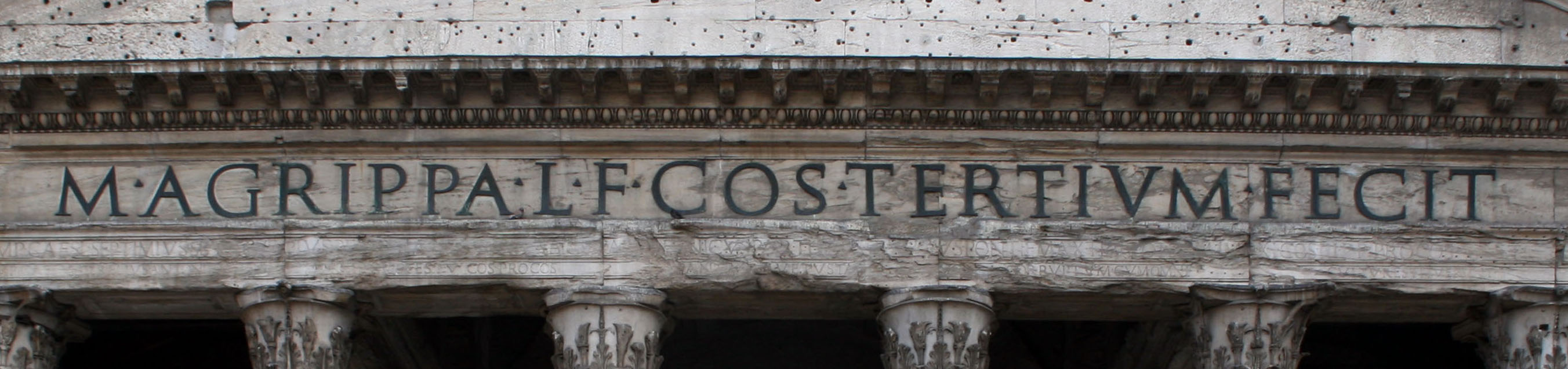
Inscripción del panteón de Agrippa.

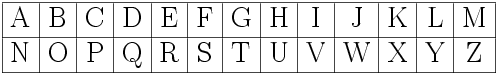
Abecedario en capitales cuadradas.
(Nota: la U y la J no son de la época romana, se usaron a partir del).

Las mayúsculas cuadradas se caracterizan por su forma, principalmente de líneas rectas con ángulos netos y pequeñas serifas en las terminaciones. Sus curvas son suaves, prácticamente circulares. Alterna trazos gruesos y estrechos tanto en las rectas que se cruzan como en los trazos curvos. Las letras tienden a tener la misma altura y anchura, por eso la denominación de cuadradas.
La abundancia de líneas rectas y la ausencia de enlaces entre letras en este tipo de caligrafía son debidas a que fue diseñada antes de que se generalizase la escritura con tinta. Estas letras fueron concebidas para ser inscritas sobre tablillas de barro o cera, o bien grabadas sobre piedra o cualquier otro material duro, donde el trazado de rectas es más rápido y fácil que el de las curvas.

## Usos
Se usaban para las inscripciones en monumentos y tumbas, y en algunos manuscritos, cuando se usa en libros, es conocida como mayúscula elegante o quadrata. Alcanzaron su forma definitiva y fueron empleadas más habitualmente entre la segunda mitad del siglo I y el siglo III, es decir, durante los reinados de Augusto, Tiberio, Trajano, Adriano y Marco Aurelio. Para la escritura de uso cotidiano, los romanos usaban con más frecuencia las mayúsculas cursivas. Ejemplos notables del uso de las mayúsculas cuadradas se pueden encontrar en las inscripciones del Panteón de Agripa, la columna de Trajano, el arco de Tito, todos ellos en Roma.
Se usaban para las inscripciones en monumentos y tumbas, y en algunos manuscritos, cuando se usa en libros, es conocida como mayúscula elegante o quadrata. Alcanzaron su forma definitiva y fueron empleadas más habitualmente entre la segunda mitad del siglo I y el siglo III, es decir, durante los reinados de Augusto, Tiberio, Trajano, Adriano y Marco Aurelio. Para la escritura de uso cotidiano, los romanos usaban con más frecuencia las mayúsculas cursivas. Ejemplos notables del uso de las mayúsculas cuadradas se pueden encontrar en las inscripciones del Panteón de Agripa, la columna de Trajano, el arco de Tito, todos ellos en Roma.
En inscripciones latinas antiguas, cuando se trataba de documentos de importancia menor, las letras mayúsculas podían ser actuarias (rústicas), con escritura menos cuidada y con aspecto de letras trazadas a pincel, más estrechas y altas.
En inscripciones latinas antiguas, cuando se trataba de documentos de importancia menor, las letras mayúsculas podían ser actuarias (rústicas), con escritura menos cuidada y con aspecto de letras trazadas a pincel, más estrechas y altas.
Antes del siglo IV, las mayúsculas cuadradas servían para escribir las copias de lujo de las obras de los autores clásicos, especialmente Virgilio, cuyas obras aparecen en los tres únicos manuscritos supervivientes en esta caligrafía. Después del siglo V, esta caligrafía fue cayendo en desuso, quedando sólo para las letras de los títulos de las portadas de los libros o el encabezamiento de los capítulos, siendo sustituida por otras como, por ejemplo, la caligrafía uncial. 
Los caracteres de titular Felix de Monotype (1934) se basan en el alfabeto de 1463 diseñado por Feliciano, basado a su vez en las inscripciones romanas.

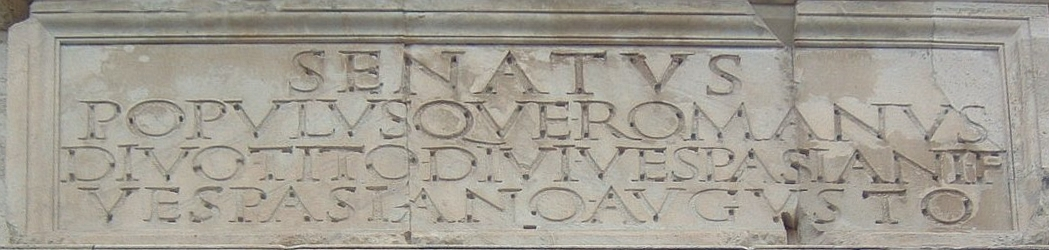
Inscripción con mayúsculas cuadradas del Arco de Tito, alrededor del año 81. Nótese que hay pequeños agujeros en el interior de las letras, que era donde iban clavadas letras de metal para que resaltaran sobre el fondo blanco.